# Lewis Hine

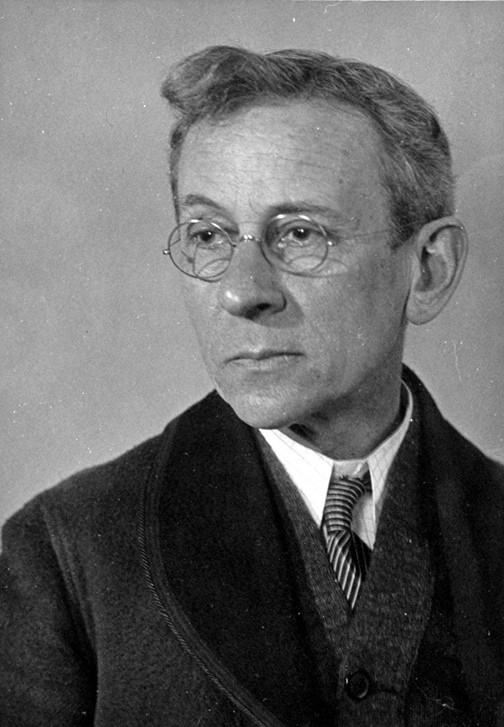
Selbstporträt von Lewis Hine

Lewis Wickes Hine (* 26. September 1874 in Oshkosh, Wisconsin; † 3. November 1940 in New York) war Lehrer, Soziologe und sozialdokumentarischer Fotograf. Er war Mitglied der Photo League in New York. Die Photo League war eine Organisation von Fotografen in New York City, die sich der Dokumentation des Lebens in den Arbeitervierteln widmete. Sie wurde 1936 gegründet und bot ihren Mitgliedern Schulungen, Ausstellungsräume und eine Plattform für den Austausch über soziale und kreative Themen. Die Photo League spielte eine wichtige Rolle bei der Entwicklung der sozialdokumentarischen Fotografie in den USA.

## Leben und Wirken

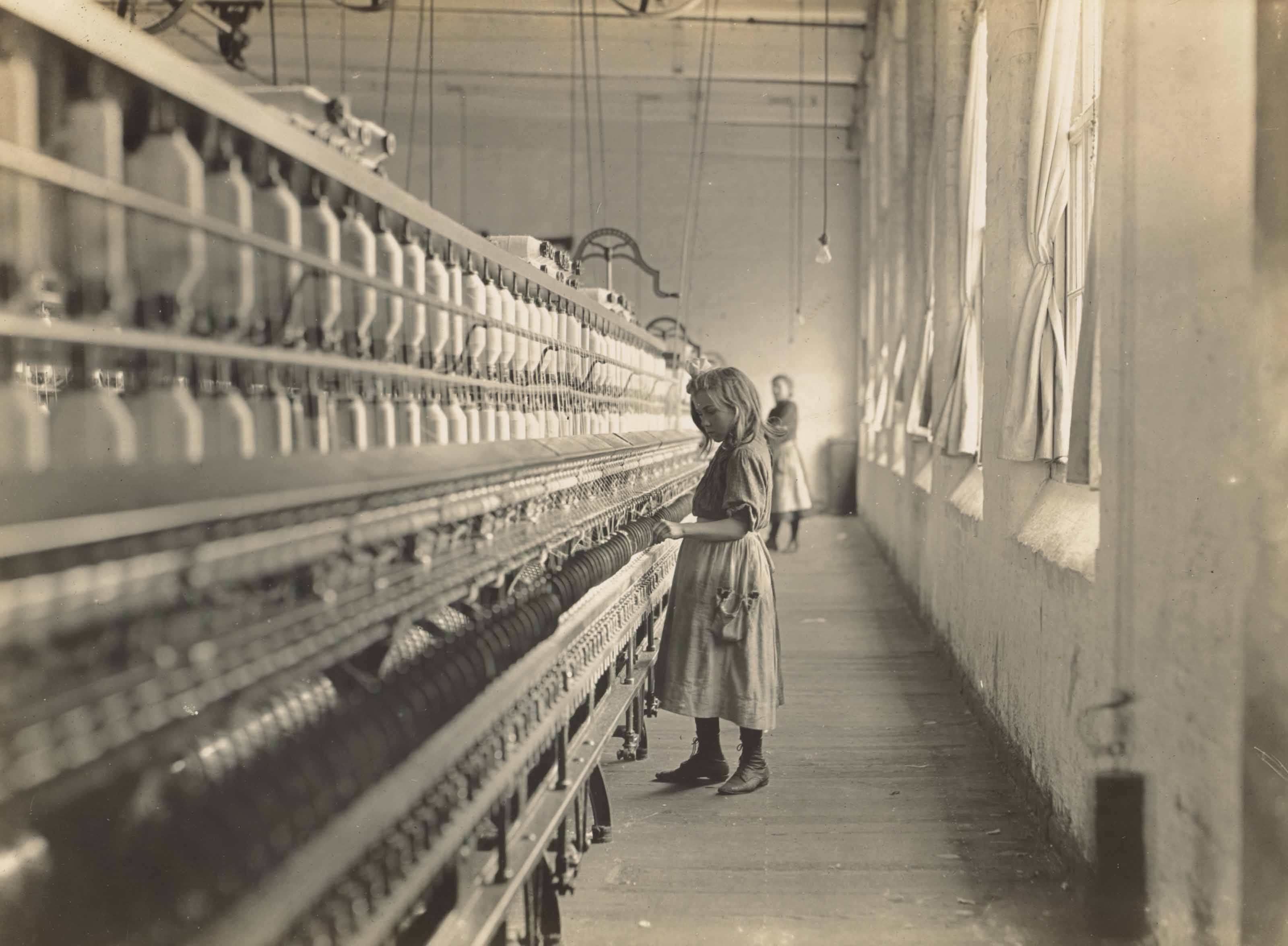
Mädchen arbeitet in einer Baumwollspinnerei in Carolina, 1908

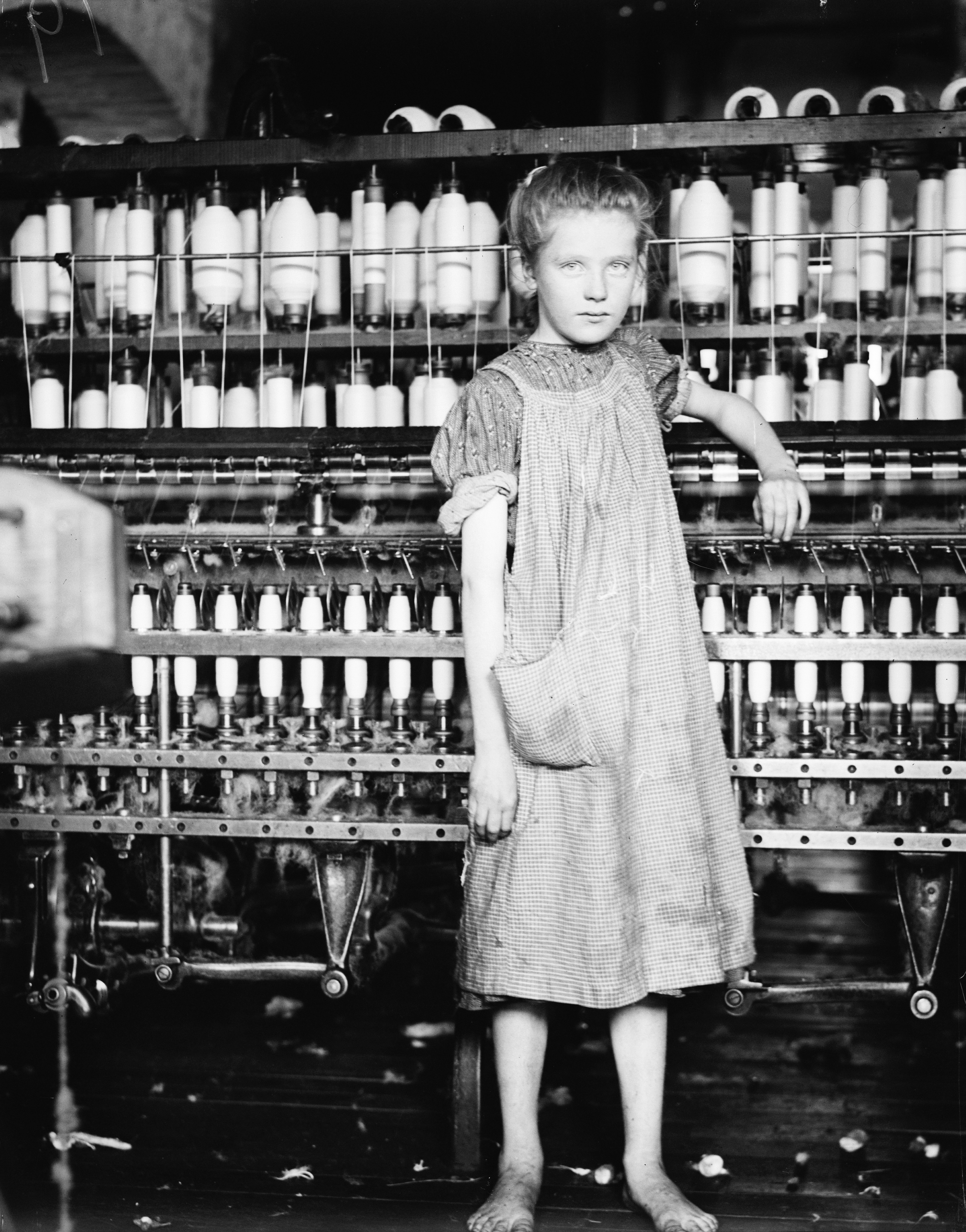
Die 12-jährige Spinnereiarbeiterin Addie Card, 1910

Lewis Wickes Hine wuchs in einem einfachen Restaurantbetrieb in Oshkosh, Wisconsin, im Nordosten der USA auf. 1892 starb sein Vater durch einen Unfall oder durch Selbstmord. Schon 1890, nach Beendigung der Grammar School und der Geschäftsaufgabe seines Vaters, begann Hine zu arbeiten. Seinen Lebensunterhalt bestritt er zunächst mit wechselnden und schlecht bezahlten Tätigkeiten, wodurch er wohl bereits für soziale Themen sensibilisiert wurde.
Von 1900 bis 1905 studierte Hine Pädagogik in Chicago und New York. 1907 schrieb er sich an der Columbia University in New York noch einmal für Soziologie ein. Parallel zu seinem Studium arbeitete er von 1901 bis 1908 als Lehrer („teaching elementary science“) an der von Felix Adler gegründeten Ethical Culture School in New York. Bei dieser Ausbildung und Anstellung hatte ihn der Pädagoge Frank Addison Manny (1868–1954) gefördert, der von 1898 bis 1900 die State Normal School in Oshkosh und seit 1901 für sechs Jahre die Ethical Culture School in New York leitete. 1896–1897 war Manny Assistent bei dem Philosophen und Erziehungstheoretiker John Dewey, bei dem wiederum auch Hine (u. a.) studierte.
Hine verstand die Fotografie als ein politisches Mittel, um Missstände aufzudecken, aber auch als ein kulturelles Medium, mit dem die Würde der Menschen bezeugt werden konnte. Fototechnisch war er ein Autodidakt und eignete sich die betreffenden Kenntnisse erst um 1903 an. Seit 1904 dokumentierte er auf Anregung von Manny den Schulbetrieb an der Ethical Culture School (an der viele osteuropäische bzw. jüdische Immigranten unterrichtet wurden) und begann zu dieser Zeit auch, auf der New Yorker Einwandererstation Ellis Island zu fotografieren. Seit 1906 dokumentierte er für das National Child Labor Committee (NCLC), dem der Schulgründer Felix Adler vorstand, systematisch die Kinderarbeit in den USA. 1908 verließ er die Schule und arbeitete hauptberuflich für das NCLC. Ziel des NCLC war es, die Öffentlichkeit auf die Kinderarbeit aufmerksam zu machen und die Regierung zur Schaffung eines nationalen Kinderschutz-Gesetzes zu bewegen. Vor allem wegen dieser investigativen Arbeit für das NCLC gilt Hine allgemein als herausragender Vertreter der sozialdokumentarischen Fotografie. Daneben fotografierte er aber auch zu anderen Themen für die soziologischen Magazine Charities and The Commons bzw. (als Nachfolger) The Survey und Survey Graphic, die seine wichtigsten Auftraggeber waren und in denen seine Reportagen von 1907 bis 1939 regelmäßig gedruckt wurden. Wichtige Kontaktpersonen waren hierbei die dort tätigen Brüder Arthur P. Kellogg (1878–1934) und Paul Underwood Kellogg (1879–1958), die er bereits 1904 kennengelernt hatte.
1918 kündigte Hine beim NCLC und arbeitete vorübergehend in Europa als Fotograf für das Amerikanische Rote Kreuz. Nach seiner Rückkehr in die USA 1919 änderte er sein Konzept: Er löste sich von der anklägerischen Fotografie, wie er sie im Auftrag des NCLC praktiziert hatte, und versuchte stattdessen, mit seinen sogenannten „Work Portraits“ den positiven Wert der Arbeit bzw. des arbeitenden Menschen zu zeigen. Diese Art der Sozialdokumentation nannte er „Interpretive Photography“. Hine hatte sich vorgenommen, statt industriekritischen Organisationen wie dem NCLC nun die Industrie selbst als Kunde – respektive als Geldgeber für sein eigenes fotografisches Projekt – zu gewinnen. Damit war er recht erfolgreich: Etwa fotografierte er von 1923 bis 1927 für das Mitarbeitermagazin Western Electric News der Hawthorne Works, Western Electric, Chicago. Und 1924 wurde er anlässlich der Exhibition of Advertising Art in New York mit einem Preis des Art Directors Club geehrt.

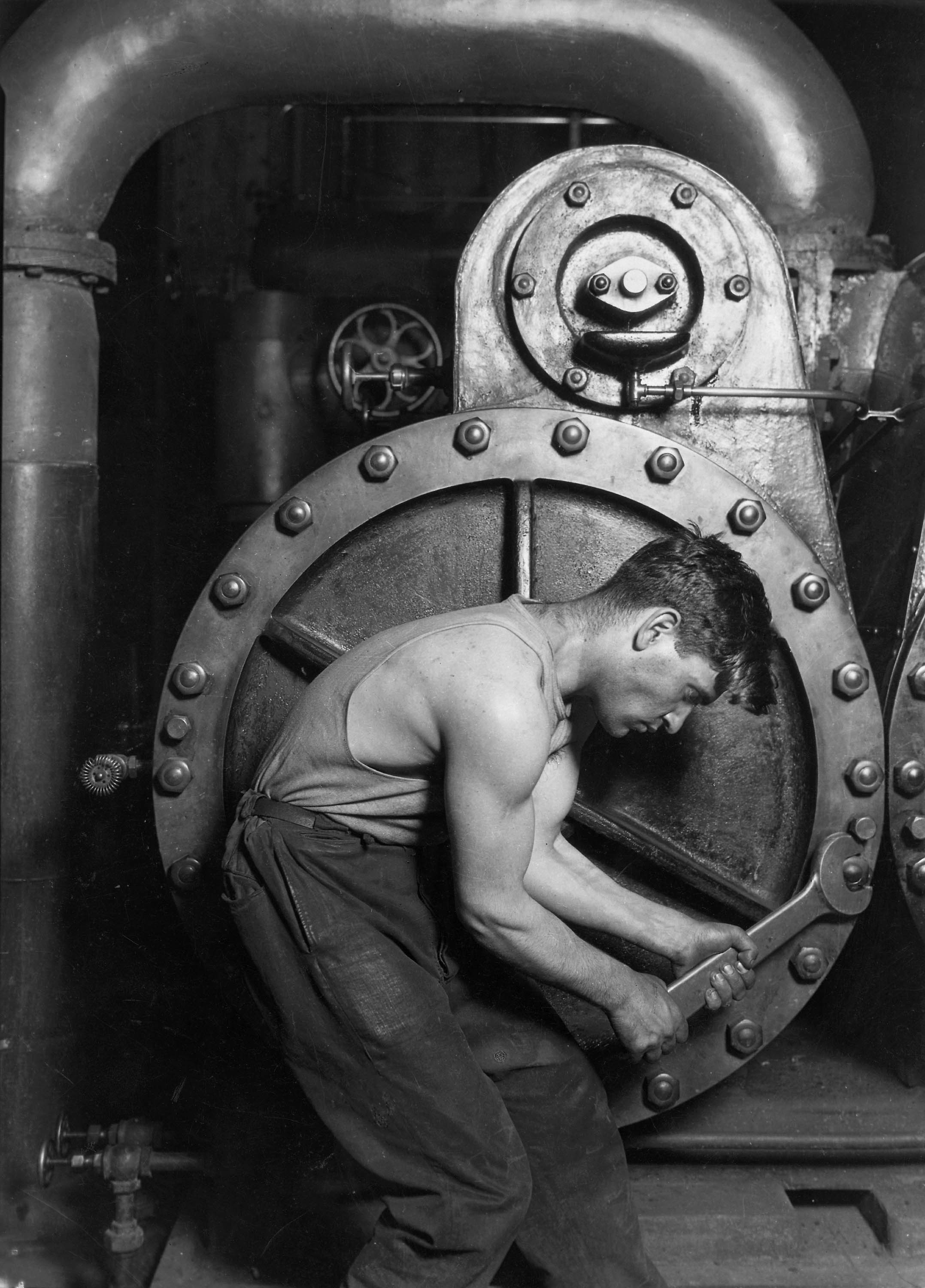
Lewis Hine: Kraftwerksarbeiter an einer Dampfmaschine (1920)

1930 erhielt Hine den Auftrag, den Bau des Empire State Building fotografisch zu begleiten. Zusammen mit seinem Sohn Corydon machte er als 56-Jähriger über 1000 Aufnahmen. Das Projekt dauerte ein halbes Jahr. 1932 veröffentlichte Hine den Bildband Men At Work, in dem er seiner Faszination für die menschliche Beherrschung der Natur mit Hilfe der Technik Ausdruck verlieh.
Trotz all dieser Anerkennung hatte Hine seit der Wirtschaftskrise 1929 zunehmend finanzielle Schwierigkeiten und er bekam immer weniger Aufträge. Insbesondere gelang es ihm nicht, eine Anstellung bei der Farm Security Administration zu erhalten, für die er als erfahrener Dokumentarfotograf gut hätte arbeiten können. Hingegen wurde er nun in künstlerischen Kreisen wahrgenommen. Anfang 1938 konnte er sich dem Kurator Beaumont Newhall vom Museum of Modern Art in New York bekannt machen. Newhall erwarb Arbeiten von ihm für das Museum, suchte ferner einige Fotografien Hines für eine Ausstellung in Paris aus und schrieb die Artikel Documentary Approach to Photography (1938) und Lewis Hine (1938), in denen Hine als Dokumentarfotograf gewürdigt wurde. Dies machte wiederum die Kritikerin Elizabeth McCauslaund auf Hine aufmerksam. Sie und die mit ihr befreundete Fotografin Berenice Abbott nahmen Kontakt mit ihm auf, verfassten über ihn den Artikel Portrait of a Photographer (1938) für Survey Graphic und organisierten eine Retrospektive seiner Arbeiten, die 1939 im New Yorker Riverside Museum gezeigt wurde. Außerdem führte Abbott Hine bei der Photo League ein, wo er bald als großes Vorbild galt. Aber auch dies änderte nichts an Hines materieller Lage. Von 1937 bis 1940 bewarb er sich mehrmals erfolglos um ein Stipendium bei der Carnegie Corporation und der Guggenheim Foundation für ein Projekt über traditionelles Handwerk. Im Oktober 1940 reichte er bei der Guggenheim Foundation noch einmal einen Antrag für ein Projekt über die Immigration ein: Er wollte seine alten Aufnahmen von Ellis Island mit einer Dokumentation über das gegenwärtige Leben der damals in die USA Eingewanderten kombinieren.
Lewis Hine starb am 3. November 1940 an den Folgen einer Operation. Hines privates Archiv übergab sein Sohn Corydon der Photo League. Zunächst lagerte es deren Gründungsmitglied Sid Grossman bei sich zu Hause. Nach Schließung der Photo League 1951 bewahrte es vorübergehend Walter Rosenblum, der dort ebenfalls Mitglied gewesen war. Die Sammlung wurde anscheinend dem Museum of Modern Art in New York angeboten, jedoch habe sie der dortige Leiter der Fotoabteilung Edward Steichen (seit 1947 Nachfolger von Newhall) abgelehnt. Schließlich übernahm sie Newhall 1955 für das George Eastman House in Rochester, N.Y. (wo er seit 1948 arbeitete). Bereits zu Hines Lebzeiten hatten (u. a.) die Russell Sage Foundation und die New York Public Library Arbeiten von Hine archiviert. Weiterhin erhielt die Library of Congress 1954 vom NCLC dessen Sammlung von Hines Fotografien. Ebenso sind dort Fotografien archiviert, die Hine für das Amerikanische Rote Kreuz gemacht hatte. Ferner gibt es die digital abrufbaren Sammlungen der Albin O. Kuhn Library & Gallery (University of Maryland, Baltimore County) und der National Archives and Records Administration.

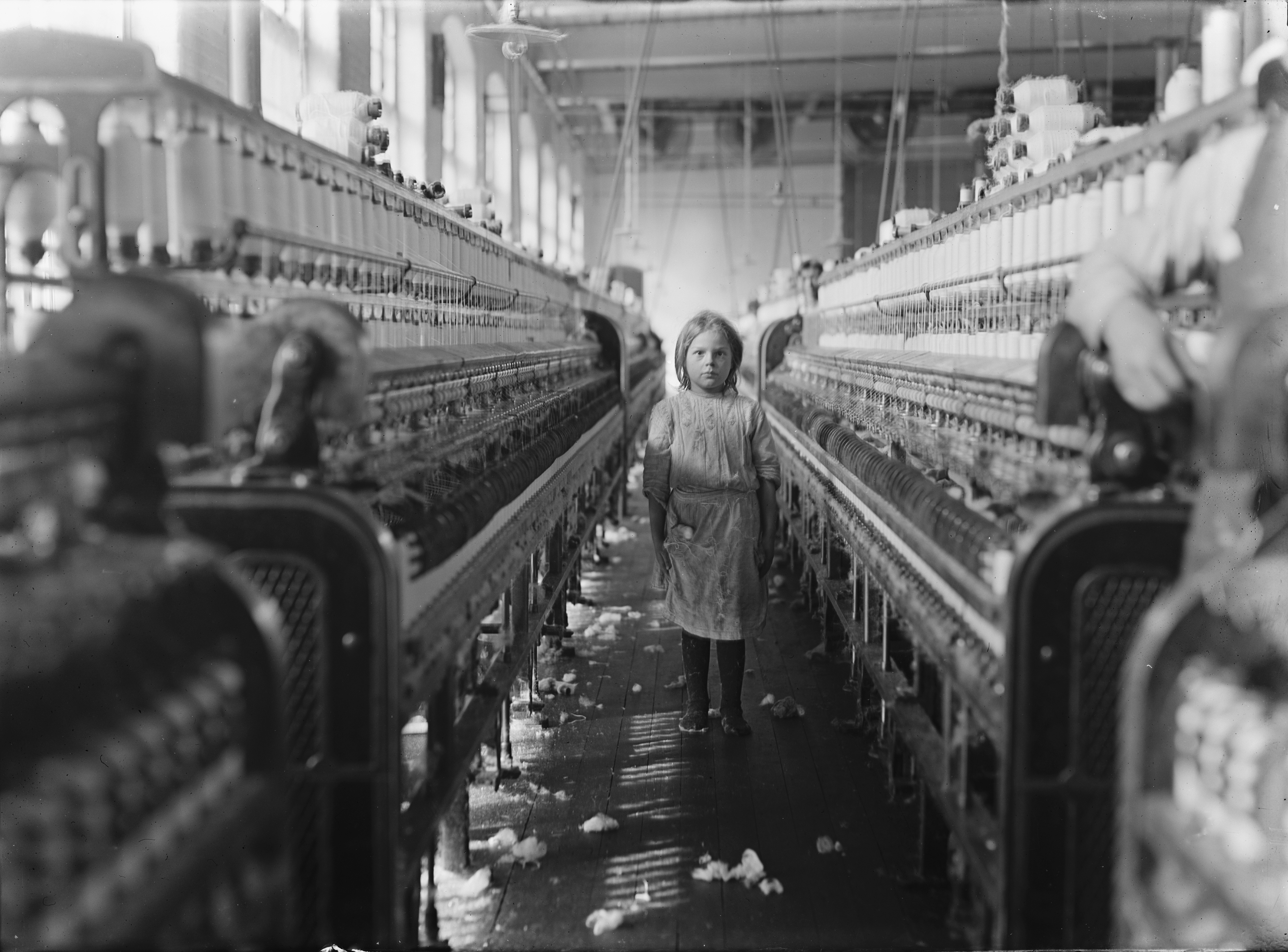
Kind in der Spinnerei, 1908
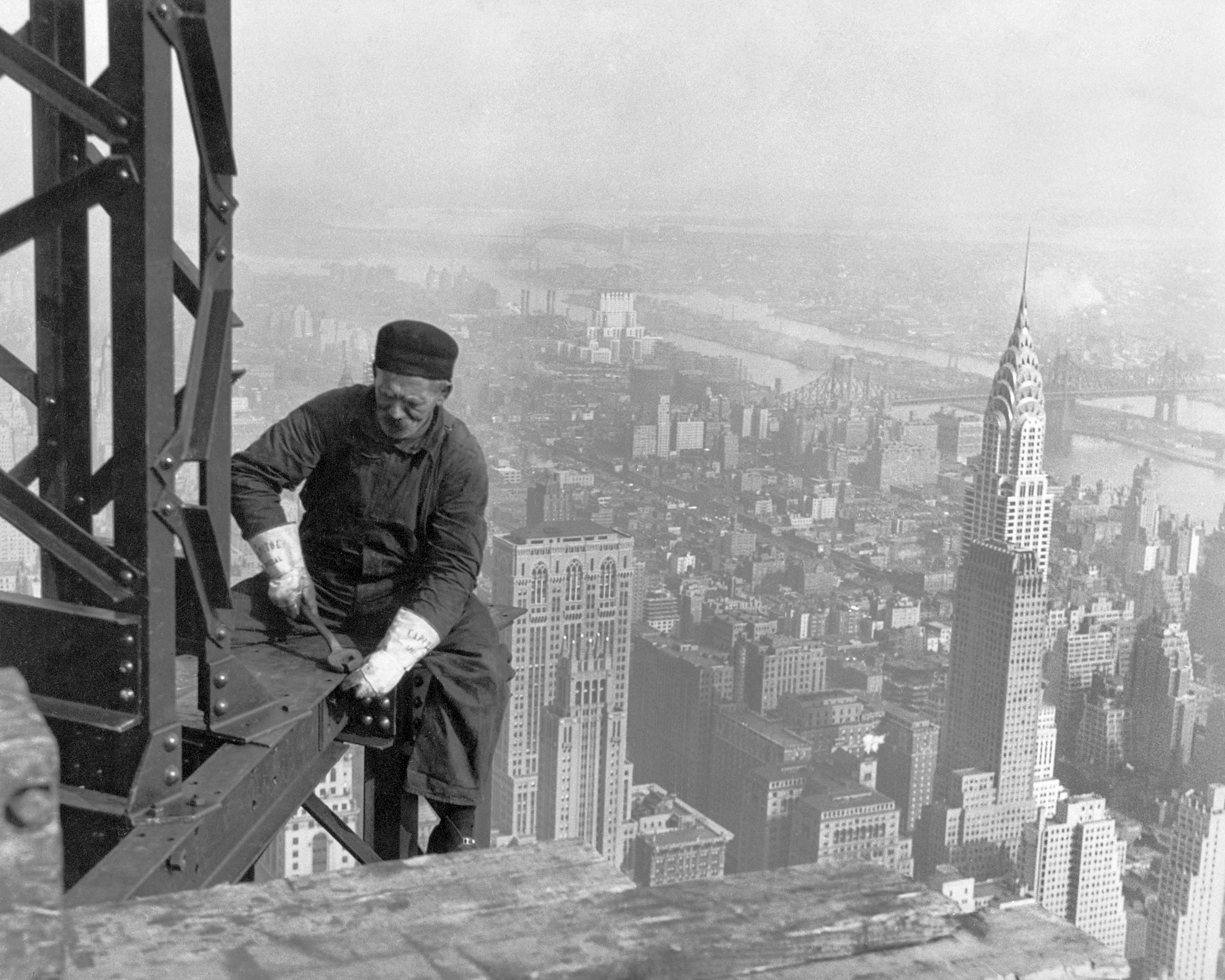
Alter Arbeiter beim Bau des Empire State Building, 1930
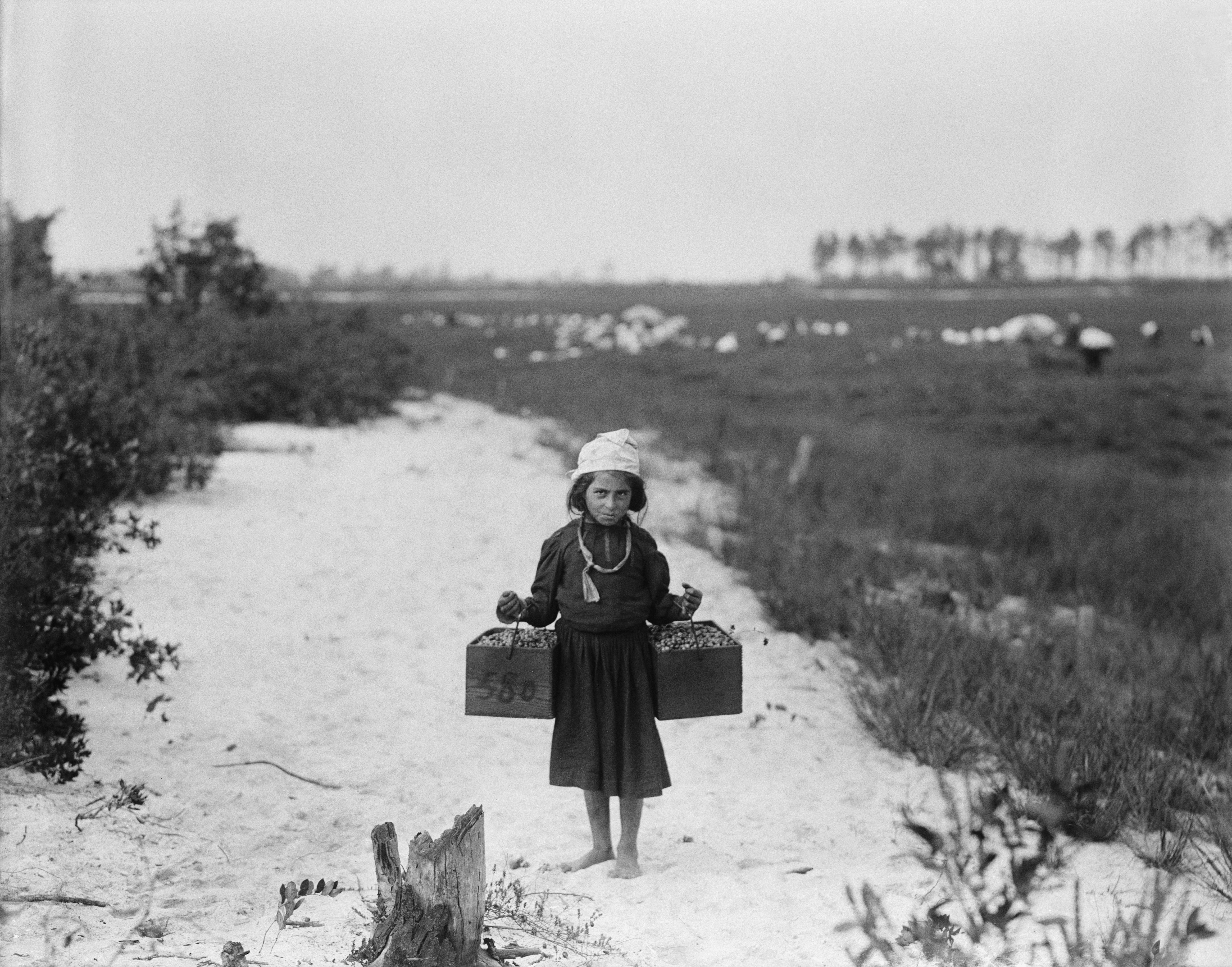
10-Jährige trägt schwere Körbe mit Beeren, 1910
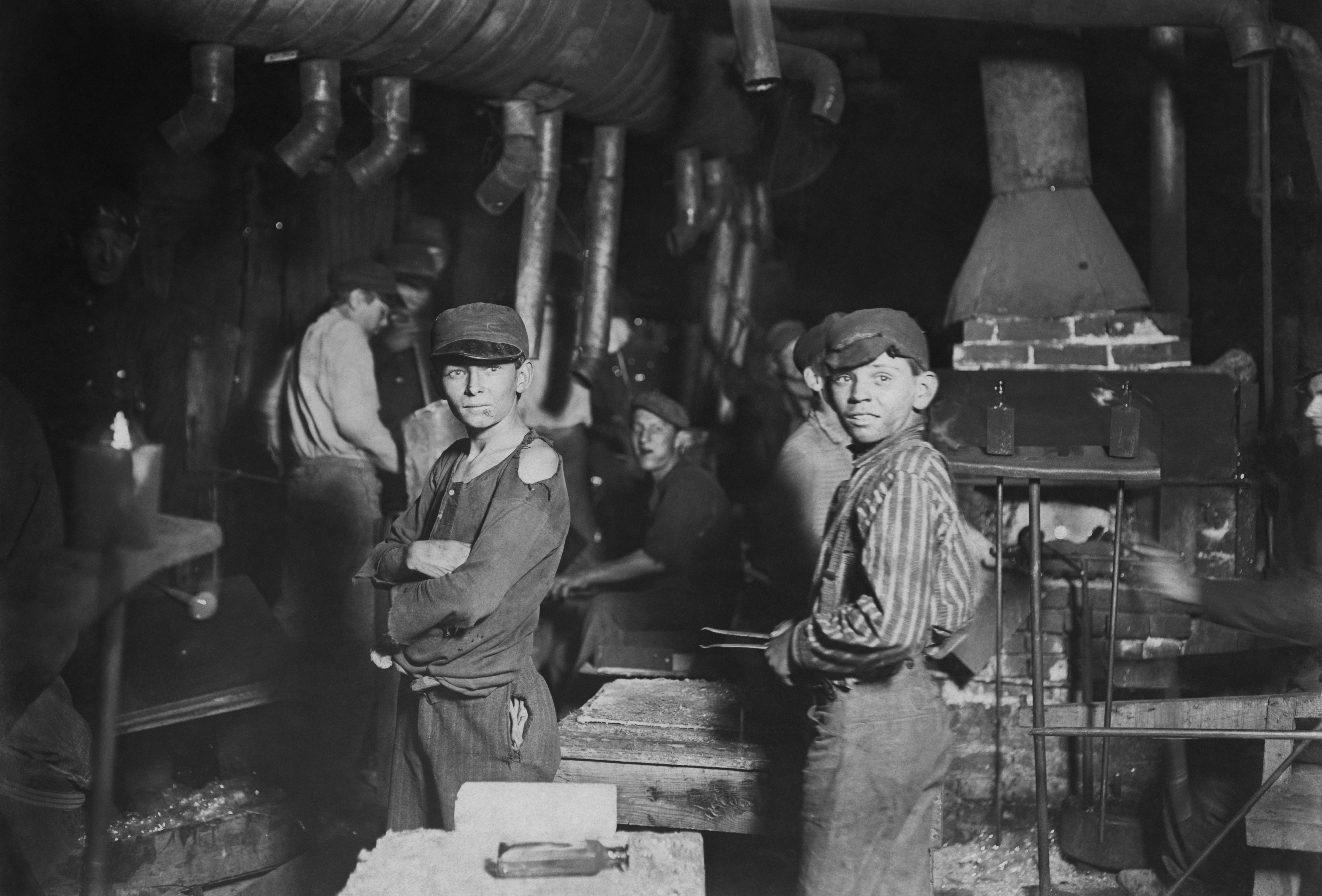
Kinderarbeit in einem Glaswerk in Indiana, 1908